# هضبة آدرار

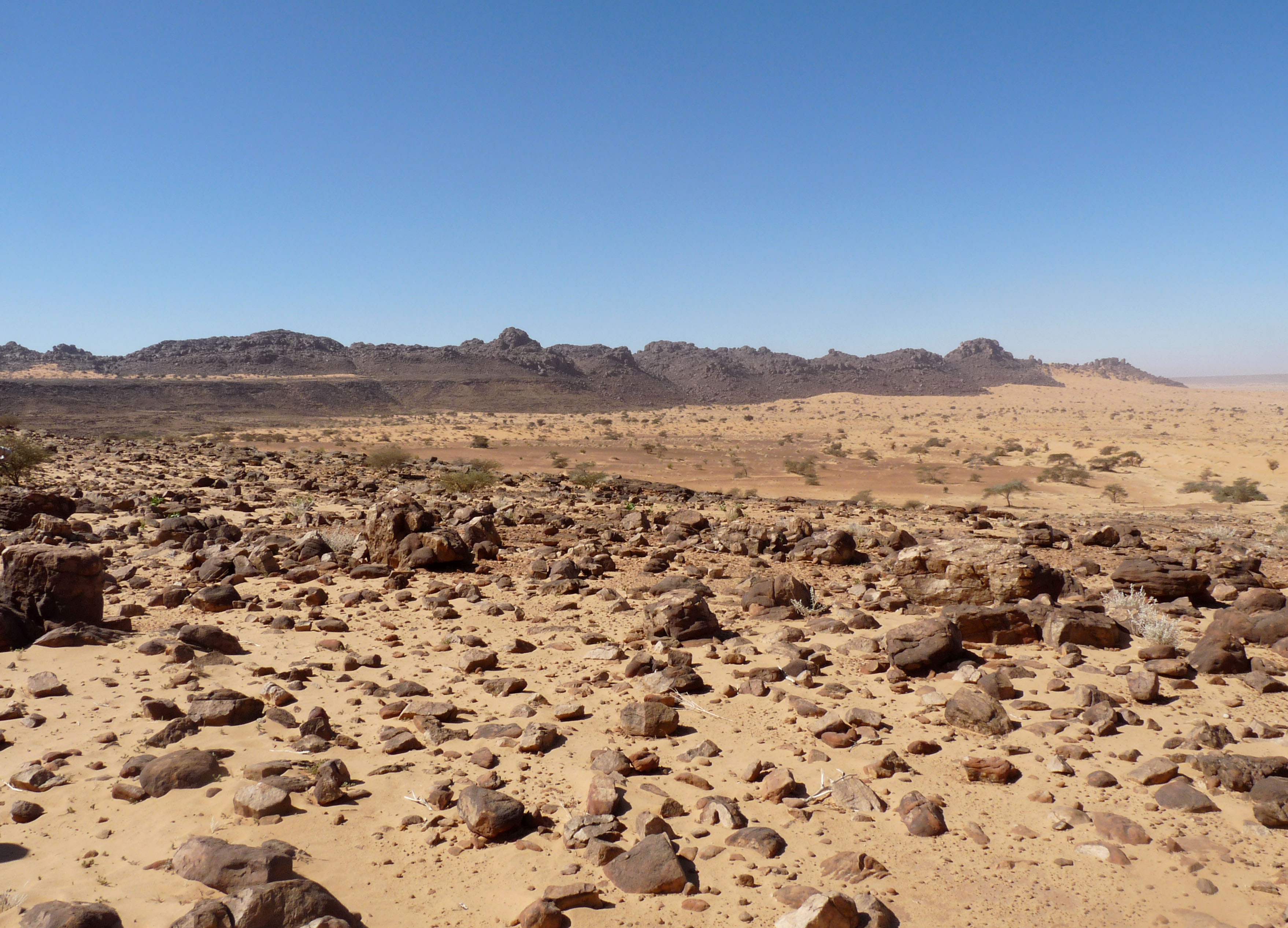
"ري آدرار" كما تعرف الصحراء الصخرية في موريتانيا.

هضبة آدرار هي منطقة مرتفعة في الصحراء الكبرى في الشمال الغربي من موريتانيا. تكون معظمها في العصر الحجري الحديث.
وتنتشر على الهضبة الوديان والكثبان الرملية المتحركة، وتتميز بطبيعتها الصحراوية الصخرية، وبها توطن سكاني صغير ومحدود؛ حيث تضم عدة مدن، مثل آزوجي وأطار ووادان, وهي أيضاً قريبة من تكوين الريشات الشهير.

## معرض صور

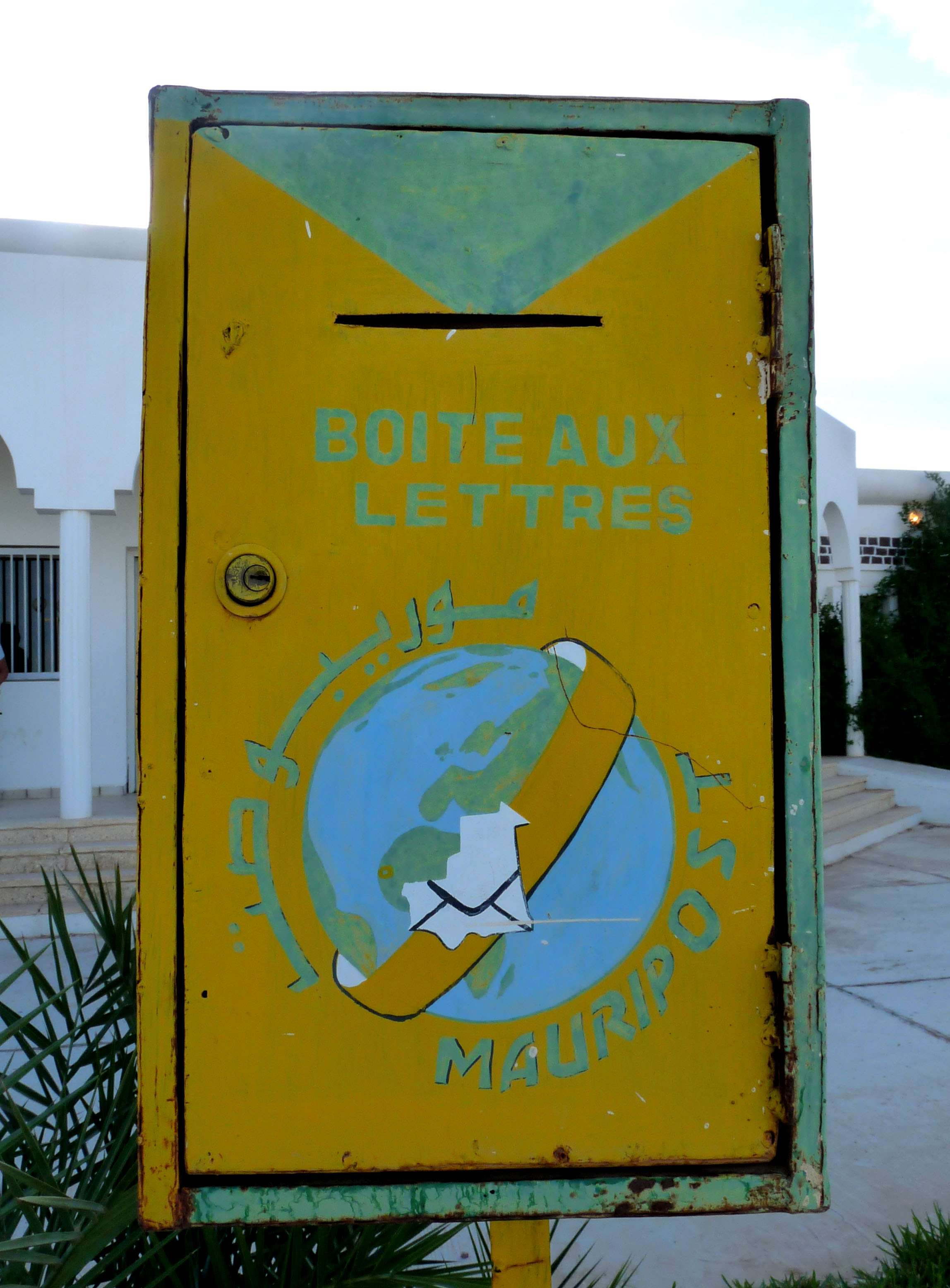
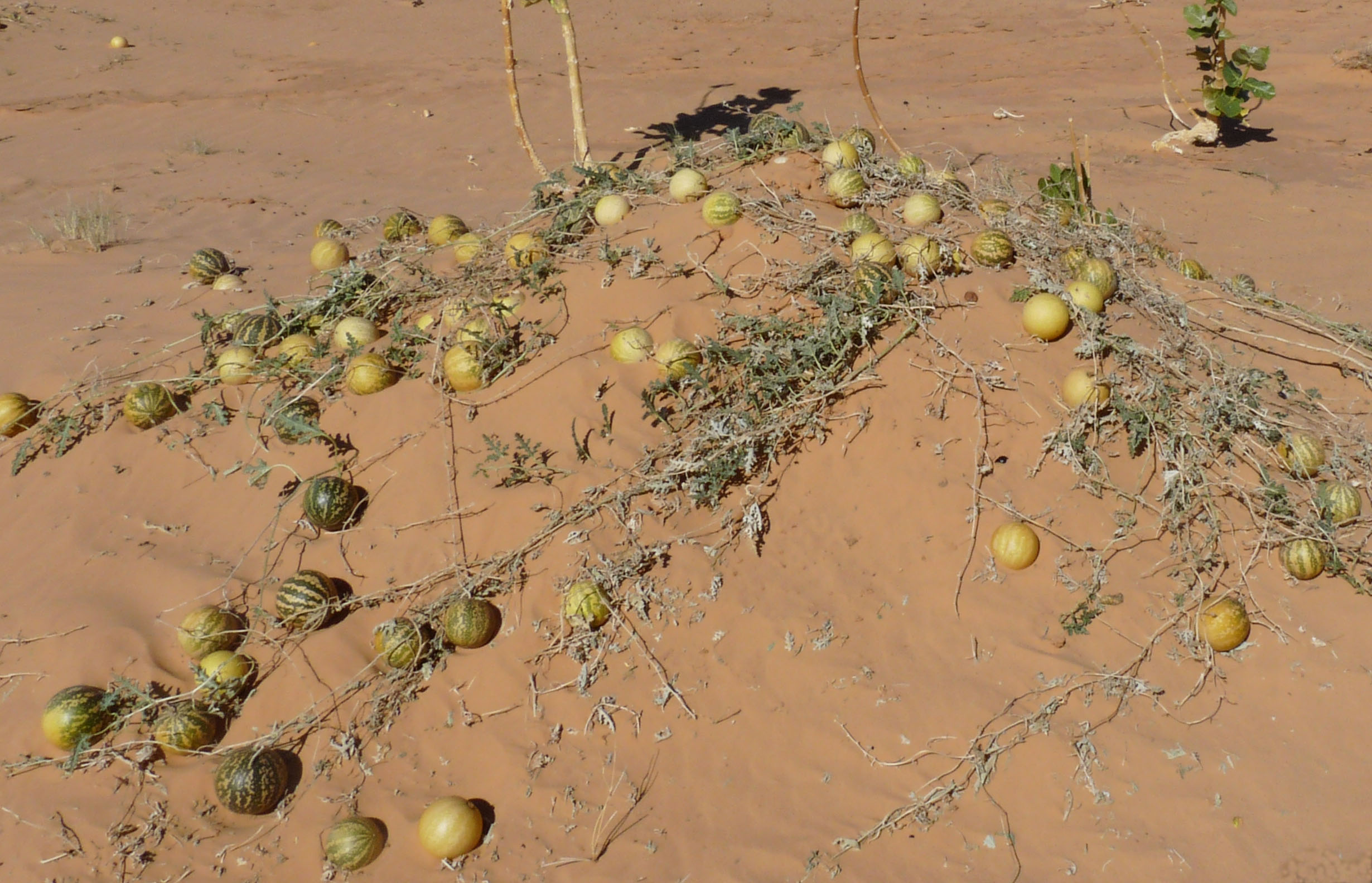
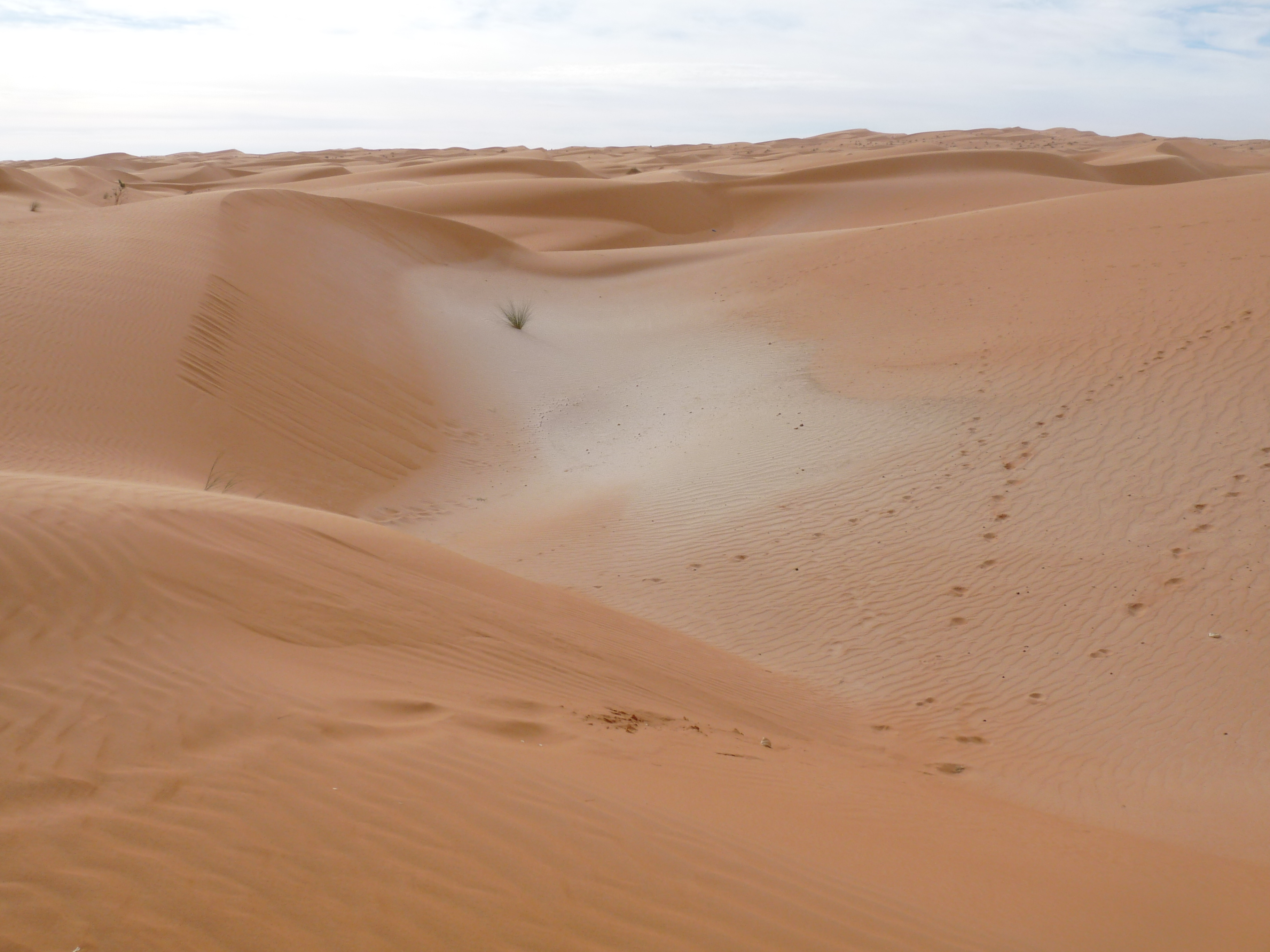
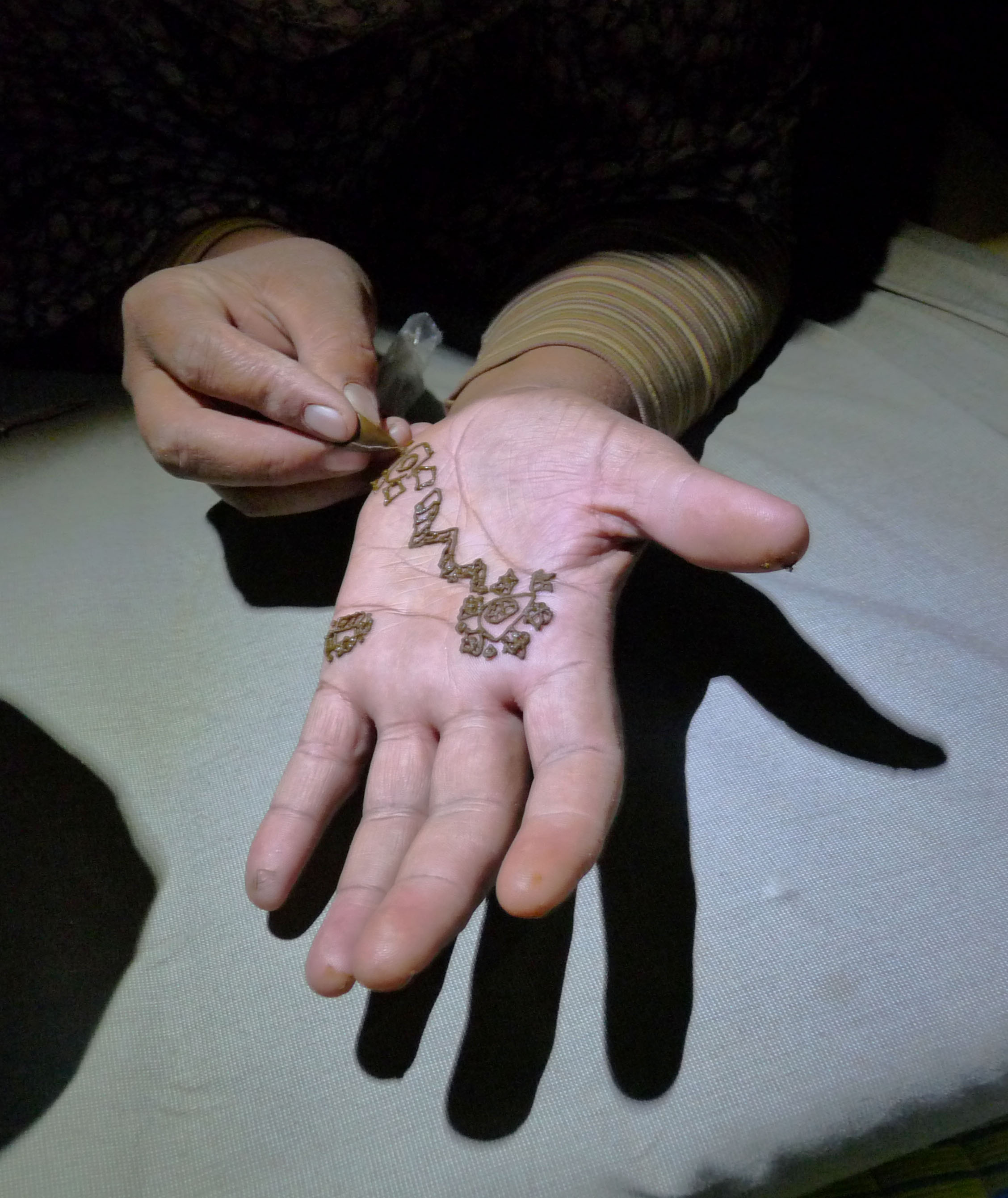
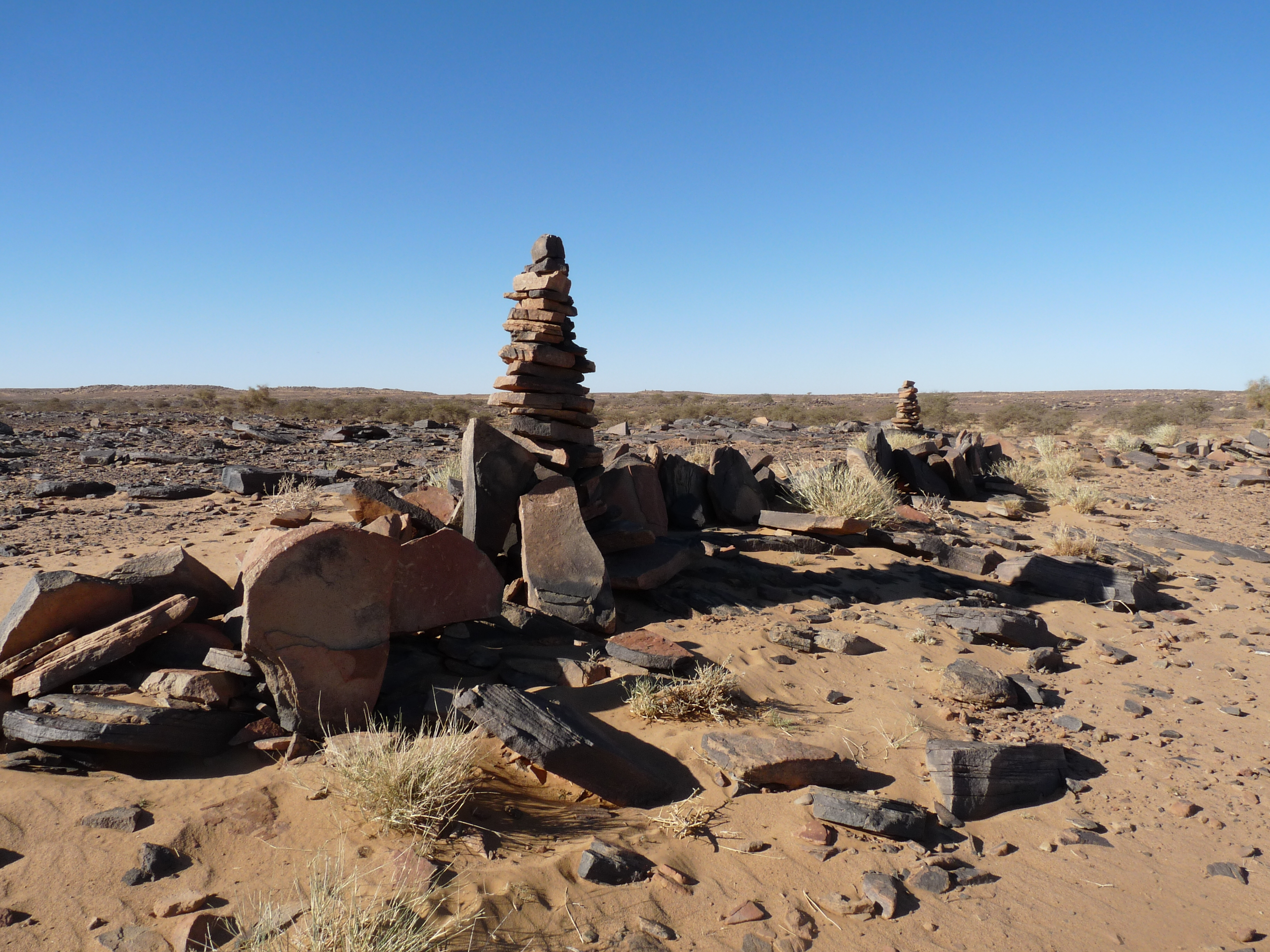